# Иоаким IV
Патриа́рх Иоаки́м IV (греч. Πατριάρχης Ιωακείμ Δ΄, в миру Николаос Крусулудис, греч. Νικόλαος Κρουσουλούδης) — Архиепископ Константинополя — Нового Рима и Вселенский Патриарх с 1 октября 1884 года до 14 ноября 1886 года.

## Биография
Его мать была сестрой Патриарха Иоакима II (Коккодиса) (1860—1863 и 1873—1878).
Окончил Богословское училище на Халки; в 1860 году принял монашеский постриг и стал 2-м, а с января 1863 года — 1-м секретарём Синода.
Хиротонисан во епископа в 1870 году и поставлен митрополитом Ларисским. В 1875 году был послан на Афон для урегулирования спора вокруг Пантелеимонова монастыря.
С 1877 года — митрополит Дерконский; в 1880 году возглавлял комиссию по делу Пантелеимонова монастыря.
Избран на Патриарший престол 1 октября 1884 года после вынужденной отставки 30 марта того же года Патриарха Иоакима III, который поддерживался Россией. Уже первые его действия вызвали порицание со стороны официального органа российского Святейшего Синода: в январе 1885 года в своей неподписанной статье в журнале «Церковный Вѣстникъ» близкий к Победоносцеву византист Иван Троицкий выражал недоумение по поводу рассылки им известительной (мирной) грамоты для синодов отличной от тех, что были высланы патриархам, а также по поводу направления им грамоты митрополиту Сербскому Феодосию (Мраовичу), избрание которого, по инициативе сербского короля Милана, с согласия Австро-Венгрии, не было признано Петербургом.
Ряд других предпринятых им шагов вызвал крайнее неудовольствие со стороны российского правительства: каноническое общение с Карловицким Патриархом, признание автокефалии Румынской Церкви и развод, данный 27 февраля 1886 года Патриархией княгине Марии Горчаковой (дочь молдавского господаря-фанариота Михаила Стурдзы, венчавшаяся в 1868 году в Париже с Константином Горчаковым — сыном канцлера А. М. Горчакова), дело которой формально находилось на рассмотрении Петербургской консистории. В связи с разводом Горчаковой, дело которой создавало невиданный прецедент (кроме того, речь шла в конечном итоге о правах наследования румынских имений княгини), ему был заявлен протест лично от обер-прокурора Константина Победоносцева. Официальный орган российского Святейшего Синода называл дачу развода Горчаковой «прискорбным фактом вмешательства в чужие церковные дела». Канонически сомнительные доводы Иоакима IV и его нежелание уступить требованиям правительства России вызвали критику в Синоде Великой Церкви и со стороны бывшего Патриарха Иоакима III.
Троицкий усматривал в его линии по отношению к иным поместным Церквам «папистические тенденции». Ежегодный обзор Троицкого событий за минувший год на православном Востоке в январе 1887 года, после отречения Патриарха по болезни 14 ноября 1886 года, был перечнем претензий и упрёков к нему со стороны российского Синода, а также ссылок на критику в греческой прессе.
На покое жил в Смирне, затем родном Хиосе, где и скончался. Погребён у храма Преображения в селе Каллимасиа Хиу.